# Čermná nad Orlicí
Čermná nad Orlicí es una localidad situada en el distrito de Rychnov nad Kněžnou, en la región de Hradec Králové, República Checa. Tiene una población estimada, a principios del año 2022, de 1054 habitantes.
Está ubicada al noreste de la región, cerca de la orilla del río Orlice —un afluente derecho del río Elba—, de los montes Orlické (Sudetes centrales) y de la frontera con Polonia y la región de Pardubice.